# Gianna Maria Garbelli
Gianna Maria Garbelli (* 1967 in Varese) ist eine italienische Filmregisseurin und Drehbuchautorin.

## Leben
Garbelli verbrachte ihre Jugend als Tochter des Boxers Giancarlo Garbelli in Mailand. Nach dem Schulabschluss studierte sie am Lee Strasberg Theatre Institute und spielte zahlreiche Rollen in wichtigen Theaterproduktionen. Daneben arbeitete sie für das Fernsehen, wo sie u. a. in Filmen von Guido Tosi zu sehen war. 1993 produzierte und inszenierte Garbelli Tentazioni metropolitane, der auf dem Filmfestival Venedig gezeigt wurde und der sie in der Hauptrolle eines ungewöhnlich intensiven Filmes zeigt.
Nachdem sie bereits 2003 in Il combattente sich dokumentarisch mit dem Leben ihres Vaters beschäftigt hatte, folgte 2011 die umfangreiche Dokumentation The Glory and the Passion.

## Filmografie (Auswahl)
- 1989: Boutique (Boutique)
- 1993: Tentazioni metropolitane (auch Regie, Buch, Produktion)